# Gero Maaß
Gero Maaß (* 24. September 1964 in Neustrelitz) ist ein ehemaliger deutscher Fußballspieler. In den 1980er-Jahren spielte er für die BSG Stahl Riesa, den 1. FC Lokomotive Leipzig und die BSG Fortschritt Bischofswerda in der DDR-Oberliga, der höchsten Liga im DDR-Fußball.

## Sportliche Laufbahn
Seine ersten Punktspiele im höherklassigen Männerbereich bestritt Gero Maaß bereits im Alter von 17 Jahren in seiner Heimatstadt für die TSG Neustrelitz in der zweitklassigen DDR-Liga. In der Saison 1981/82 wurde er in den 22 Ligaspielen in zwölf Begegnungen eingesetzt. Hauptsächlich im Angriff spielend kam er dabei zu einem Torerfolg. Da die TSG am Saisonende absteigen musste, spielte Maaß 1982/83 in der drittklassigen Bezirksliga. Da seine Mannschaft nicht sofort den Wiederaufstieg schaffte, wechselte Maaß zur Spielzeit 1983/84 zum DDR-Ligisten Lok/Armaturen Prenzlau. Dort kam er in seiner ersten Spielzeit nur in vier Ligaspielen zum Einsatz und stieg erneut ab. In der Bezirksliga wurde er in Prenzlau in der folgenden Saison Bezirksmeister und stieg mit seiner Mannschaft umgehend wieder in die DDR-Liga auf. In der Liga-Saison 1985/86 wurde Maaß in allen 34 Punktspielen aufgeboten, schoss sieben Tore und wurde von der Sportpresse mehrfach als bester Spieler seiner Mannschaft hervorgehoben. 
Seine guten Leistungen machten Maaß auch für die Oberligisten interessant. Zunächst holte ihn die BSG Stahl Riesa, die zahlreiche Abgänge zu verzeichnen hatte, in die eigenen Reihen. Nach zwei Einsätzen als Einwechselspieler bestritt Maaß vom 5. Spieltag an alle neun Oberligaspiele, in denen er ohne Torerfolg stets als Stürmer eingesetzt wurde. In der Winterpause suchte der Oberligist 1. FC Lok Leipzig Ersatz für den formschwachen 29-jährigen Peter Schöne und gab ihn im Tausch gegen Gero Maaß an Stahl Riesa ab. Für Maaß lohnte sich der Tausch nicht, denn bei 1. FC Lok wurde er lediglich als Einwechsler in sechs Oberligaspielen eingesetzt und kam insgesamt nur auf 94 Einsatzminuten. Nach diesem Missverständnis kehrte Maaß wieder zu Stahl Riesa zurück, wo er 1987/88 einen Stammplatz als Stürmer eroberte und nur bei zwei Oberligabegegnungen fehlte. Am 10. Spieltag erzielte Maaß beim Riesaer 3:2-Auswärtssieg bei Wismut Aue mit seinem Treffer zum 1:0 das einzige Oberligator seiner Karriere. Nach dieser Saison musste Riesa aus der Oberliga absteigen und spielte ab 1988/89 in der DDR-Liga. Maaß behauptete sich auf seiner Position als Stammspieler, bestritt 30 der 34 Ligaspiele und wurde mit seinen acht Treffern bester Riesaer Torschütze. Seine Mannschaft erreichte jedoch nur einen enttäuschenden 8. Platz und verpasste deutlich den erhofften Wiederaufstieg. 
Da Maaß weiter in der Oberliga spielen wollte, schloss er sich zur Saison 1989/90 dem Oberligaaufsteiger Fortschritt Bischofswerda an. Dort bestritt er zwar bis zum 15. Spieltag 14 Punktspiele, konnte davon aber nur vier Partien über die volle Spieldauer absolvieren. Zudem hatte ihn Trainer Harald Fischer auf der für ihn ungewohnten Linksaußenposition eingesetzt. Nach dem 15. Punktspiel verließ Gero Maaß die BSG Fortschritt. 
Ermöglicht durch die 1990er politische Wende orientierte sich Maaß anschließend gen Westen und spielte bis 2006 als Freizeitkicker nur noch bei den unterklassigen schleswig-holsteinischen Vereinen Eutin 08, TuS Hoisdorf, SV Sereetz, SV Henstedt-Ulzburg und NTSV Strand 08.